# Список маркграфов Лужицких
Лужицкая марка (также маркграфство Лаузиц, марка Лаузиц) — феодальное образование в  Священной Римской Империи. Она была создана в 965 году в результате раздела Саксонской Восточной марки. Лужицкая марка управлялась различными германскими династиями. Власть над регионом оспаривалась славянскими правителями.

## Предыстория
Первоначально земли управлялись лужицкими князьями, а в X веке ими правил Геро. После его смерти у Лужицы появились самостоятельные правители.

## Маркграфы Саксонской Восточной марки (Лужицкой марки)
- 965 — 993 Одо I (Ходо I, Годо I, Оттон I) умер в 993
- 993 — 1002 Геро Лужицкий ( — 1015) В 1002 году потерял восточную часть

| западная часть - 1002 — 1015 Геро Лужицкий ( — 1015) - 1015 — 1030 Титмар (Дитмар) - 1030 — 1032 Одо II ( — 1032), до 1031 только в западной части |  | восточная часть - 1002 — 1025 Болеслав I, король Польши - 1025 — 1031 Мешко II, король Польши - 1031 — 1032 Одо II ( — 1032) |

- 1032 — 1034 Дитрих I (ок. 990 — 19 ноября 1034) граф Айленбурга с 1017, граф в гау Сиусули и в Северном Гассегау с 1021, маркграф Саксонской Восточной марки (Лужицкой марки) с 1032  года.
- 1034 — 1046 Эккехард II (ум. 24 января 1046), маркграф Мейсена и граф Хутици с 1032, маркграф Саксонской Восточной марки с 1034. Сын Эккехарда I и Сванехильды.
- 1046 — 1069 Деди I (ок. 1010 — октябрь 1075) — граф Айленбурга и гау Сиусули с 1034, маркграф Саксонской Восточной марки в 1046—1069, 1069—1075, граф в Южном Швабенгау в 1046—1068. Старший сын Дитриха I и Матильды Мейсенской.
- 1069 — 1069 Деди II (ок. 1040 — до 26 октября 1069) — маркграф Лужицкой марки в 1069 году, старший сын Деди I.
- 1069 — 1075 Деди I снова
- 1076 — 1081 Вратислав II (1035 — 14 января 1092 г.) князь с 1061 года и король с 1086 года Чехии, маркграф Восточной марки в 1081—1085

### Династия Веттинов
- 1081 — 1103 Генрих I (ок. 1070—1103) граф Айленбурга с 1075, маркграф Лужицкой марки с 1081, маркграф Мейсена с 1089 года. Сын графа Деди I Веттина от второго брака с Аделью Лувенской
- 1103 — 1123 Генрих II (ок. 1103/1104 — сентябрь/октябрь 1123) — граф Айленбурга, маркграф Лужицкой и Мейсенской марок с 1103/1104, сын маркграфа Генрих I и Гертруды Брауншвейгской.

## Раздел на Нижнюю и Верхнюю Лужицию
| Нижняя Лужица - 1123 — 1124 Випрехт фон Гройч (1050 — 22 мая 1124) маркграф Нижней Лужицы и Мейсенский с 1123. Зять Вратислава II Чешского. - 1124 — 1131 Альбрехт Медведь (ок. 1100 — 18 ноября 1170) граф Балленштедт 1123—1170, маркграф Нижней Лужицы с 1124 — 1131, маркграф Северной марки 1134—1157, граф Веймар-Орламюнде около 1134—1170, герцог Саксонии в 1138—1142, маркграф Бранденбурга 1157—1170. Зять Германа I фон Винценбурга - 1131 — 1135 Генрих III фон Гройч ( — 1135) сын Випрехта |  | Верхняя Лужица - 1117 — 1130 Герман I фон Винценбург (ок. 1083 — 1138), граф фон Рейнхаузен-Винценбург в 1109—1138, ландграф Тюрингии в 1111/1112 — 1130, граф фон Радельберг, маркграф Верхней Лужицы в 1117—1130 - В 1144—1158 Веттины, в 1158 − 1231 к Чехии, в 1253—1378 году к Бранденбургу. С 1378 к землям Люксембургов. |

## Нижняя Лужица

### ДинастияВеттинов
- 1136 — 1157 Конрад I Великий (ок. 1097 — 5 февраля 1157) граф Айленбурга 1123 — 1156, маркграф Мейсена в 1123 — 1156, Лужицкой марки 1136 — 1156. Внук Дитриха I Лужицкого.
- 1156 — 1185 Дитрих II (1125 — 9 февраля 1185), граф Айленбургский, маркграф Нижней Лужицы, маркграф Ландсберга с 1156 года. Сын Конрада Великого
- 1185 — 1190 Деди III (1130 - 16 августа 1190) Маркграф Нижней Лужицы, Ландсберга, граф Айленбургский. Сын Конрада Великого
- 1190 — 1210 Конрад II (13 сентября 1159 - 6 мая 1210), с 1190 граф Айленбургский, маркграф Нижней Лужицы, с 1207 граф Гройтч. Сын Деди III.
- 1210 — 1221 Дитрих III Угнетённый (11 марта 1162 – 18 января 1221) маркграф Мейсенский с 1198, Нижней Лужицы с1210. Внук Конрада Великого
- 1221 — 1288 Генрих IV Светлейший (21 мая/23 сентября 1218 — 15 февраля 1288) маркграф Мейсенский и Нижней Лужицы с 1221 года, ландграф Тюрингии и пфальцграф Саксонии с 1247 года. Сын Дитриха Угнетённого.
- 1288 — 1291 Фридрих Тута (1269 — 16 августа 1291) маркграф Ландсберга с 1285 года, маркграф Нижней Лужицы с 1288.
- 1288 — 1303 Дитрих IV (1260 - 10 декабря 1307), маркграф Мейссена с 1293, маркграф Нижней Лужицы в 1293 — 1304, ландграф Тюрингии с 1298. Двоюродный брат Фридриха Туты

### Аскании и Виттельсбахи
Дитрих IV продал Нижнюю Лужицу в 1303 году бранденбургским Асканиям. После вымирания бранденбургских Асканиев, в 1319 году, части Лужицкой марки достались Рудольфу I курфюрсту Саксонскому и Генриху Яворскому, а основную часть получили в 1323—1328 Виттельсбахи. Их представитель Людовик Баварский, был императором а также был связан родством с бранденбургскими Асканиями. В 1368 году Отто Виттельсбах продавал Верхнюю Лужицу императору Карлу.
- 1303 — 1308 Оттон I (ок. 1238 — 27 ноября 1308)— маркграф Бранденбурга с 1266, маркграф Нижней Лужицы с 1303. Правнук Конрада II Нижнелужицкого
- 1308 — 1319 Вальдемар (ок.1280 — 14 августа 1319) маркграф Бранденбурга и Нижней Лужицы с 1308. Сын Оттона I
- 1319 — 1323 Людвиг I (1281/1282 — 11 октября 1347) герцог Баварии с 1294 года, король Германии с 20 октября 1314 года, император Священной Римской империи с 17 января 1328 года, пфальцграф Рейнский в 1319—1329, маркграф Бранденбурга и Нижней Лужицы в 1319—1323, граф Геннегау, Голландии, Зеландии в 1345—1347.
- 1323 — 1351 Людвиг II (май 1315 — 18 сентября 1361) герцог Баварии с 1347 года, маркграф Бранденбурга и Нижней Лужицы в 1323—1351 годах, граф Тироля с 1342 года
- 1351 — 1365 Людвиг III (1328—1365), герцог Баварии с 1347 года, маркграф Бранденбурга и Нижней Лужицы с 1351
- 1365 — 1367 Оттон II (1346 — 13 ноября 1379), герцог Баварии в 1347—1351, маркграф Бранденбурга в 1351—1373 и Нижней Лужицы в 1351—1367

## Лужица в составе Земель Чешской короны
Чешский король и император Священной Римской империи Карл I приобрел различные части Лужицы и включил их в Земли Чешской короны. Где они оставались вплоть до Тридцатилетней войны.
- 1367 — 1378 Карл I (1316 — 29 ноября 1378)
- 1378 — 1419 Вацлав I (26 февраля 1361 — 16 августа 1419)
- 1420 — 1437 Сигизмунд (15 февраля 1368 — 9 декабря 1437)
- 1438 — 1439 Альбрехт (16 августа 1397 — 27 октября 1439)
- 1440 — 1457 Ладислав Постум (22 февраля 1440 — 23 ноября 1457)
- 1458 — 1471 Йиржи из Подебрад (23 апреля 1420 — 22 марта 1471)
- 1469 — 1490 Матвей Корвин (23 февраля 1443 — 6 апреля 1490)
- 1471 — 1516 Владислав II Ягеллон (1 марта 1456 — 13 марта 1516)
- 1516 — 1526 Людовик IV (1 июля 1506 — 29 августа 1526)
- 1526 — 1564 Фердинанд I (10 марта 1503 — 25 июля 1564)
- 1564 — 1576 Максимилиан (31 июля 1527 — 12 октября 1576)
- 1576 — 1611 Рудольф (18 июля 1552 — 20 января 1612)
- 1611 — 1619 Маттиас (24 февраля 1557 — 20 марта 1619)
- 1619 — 1620 Фридрих II Зимний король (26 августа 1596 — 29 ноября 1632)
- 1620 — 1635 Фердинанд II (9 июля 1578 — 15 февраля 1637)

## Под властью Саксонских курфюрстов
После Тридцатилетней войны Лужицу передали Саксонии, где она оставалась самостоятельной областью.
- 1635 — 1656 Иоганн-Георг I (1585—1656)
- 1656 — 1680 Иоганн Георг II (1613—1680)
- 1680 — 1691 Иоганн-Георг III (1647—1691)
- 1691 — 1694 Иоганн-Георг IV (1668—1694)
- 1694 — 1733 Фридрих Август I Сильный (1670—1733)
- 1733 — 1763 Фридрих Август II (1696—1763)
- 1763 Фридрих Кристиан (1722—1763)
- 1763 — 1806 Фридрих Август III (1750—1827)

После Наполеоновских войн Лужицкое маркграфство было упразднено. Нижняя Лужица и часть Верхней Лужицы решением Венского конгресса 1815 года присоединялись к королевству Пруссия.